# Uzungwe-Viper
Die Uzungwe-Viper (Atheris barbouri, Syn.: Adenorhinos barbouri) ist eine Schlangenart der Gattung Atheris innerhalb der Vipern (Viperidae). Das Verbreitungsgebiet dieser Viper ist auf die Gebirgszüge der Uzungwe- und Ukinga-Berge in Süd-Tansania in Afrika beschränkt.

## Merkmale
Die Uzungwe-Viper ist eine kleine Art, die nur etwa 40 Zentimeter Gesamtlänge erreicht. Die Grundfärbung ist braun bis schwarzbraun mit einem dorsolateral verlaufenden Paar Zickzackbändern, die am Kopf beginnen und bis zum Schwanz reichen. Individuell können diese ein Band aus dunkleren und unregelmäßig geformten Rhomben auf der Rückenseite bilden. Der Schwanz kann eine feine, schwarze Fleckung aufweisen, die Bauchseite ist grünlich bis olivgrün gefärbt.
Der Kopf ist breit und dreieckig und am Nacken stark vom Körper abgesetzt. Die Schnauze ist kurz und abgerundet. Der Kopf ist mit kleinen, stark gekielten Schuppen besetzt und die Augen sind sehr groß. Sie erreichen einen Durchmesser, der etwa 1,5mal dem Abstand zwischen Auge und Mundöffnung entspricht. Die Nasenlöcher sind deutlich nach vorn gerichtet und liegen an einem ungeteilten Nasale, welches an das Voraugenschild (Präoculare) angrenzt.
Der Körper ist relativ schlank und länglich und der Schwanz verglichen mit den Buschvipern der Gattung Atheris relativ kurz und nicht als Greifschwanz ausgebildet. Die Rückenschuppen sind stark gekielt und in der Körpermitte in 20 bis 23 Reihen angeordnet; nur dir äußerste Reihe besteht aus glatten Schuppen. Die Bauchseite ist mit 116 bis 122 Ventralia bedeckt, diesen schließen sich ein ungeteiltes Anale und 19 bis 23 ungeteilte Subcaudalia an.

## Verbreitung und Lebensraum

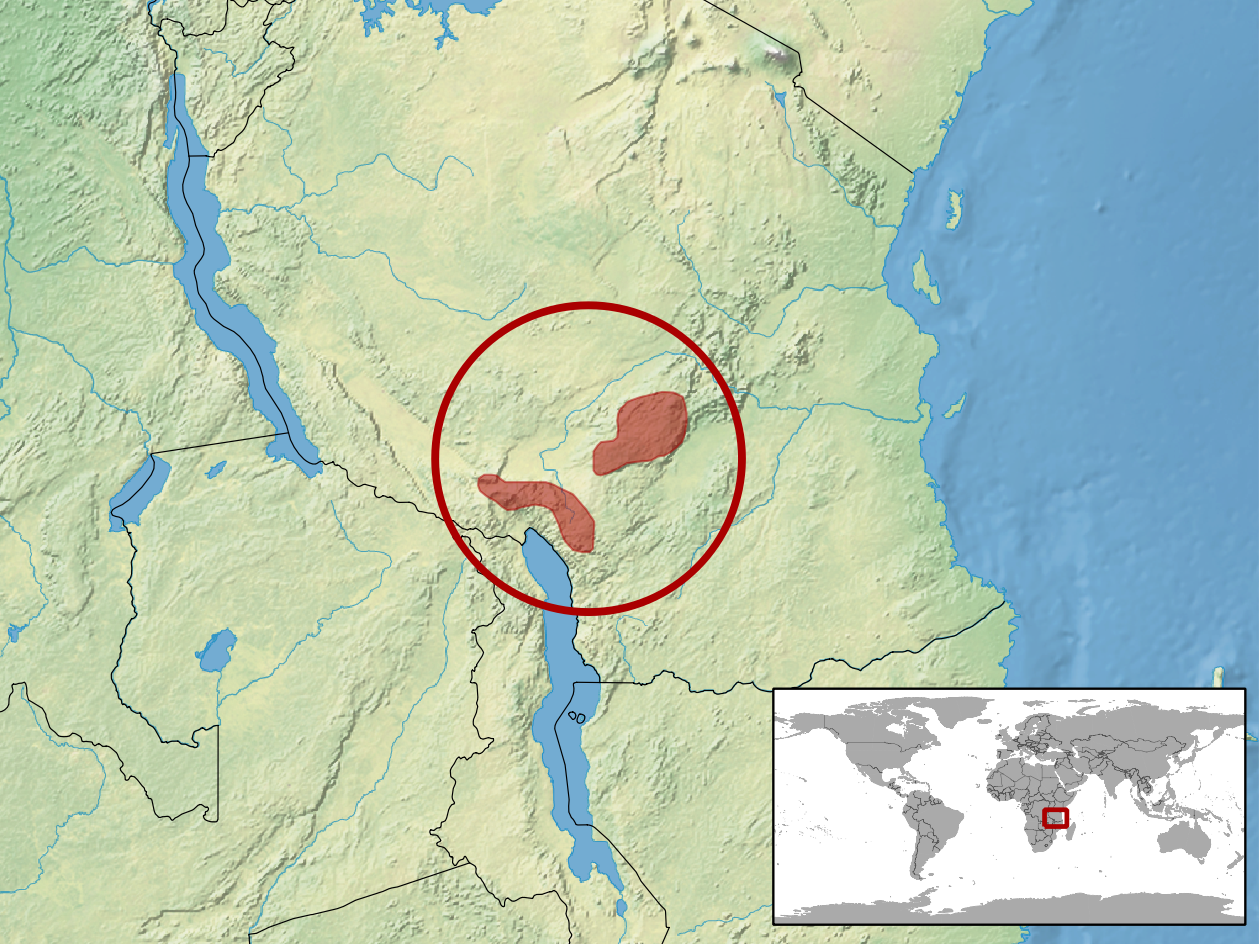
Verbreitungsgebiet

Das bekannte Verbreitungsgebiet der Unzungwe-Viper ist nur sehr klein. Die Schlange ist bis heute nur aus den Gebirgszügen der Uzungwe- und Ukinga-Berge in Süd-Tansania bekannt, wobei die Terra typica in Dabaga in den Uzungwe-Bergen nahe Iringa in einer Höhe von ca. 1.830 Meter NN liegt.
Die Viper lebt anders als die an das Baumleben angepassten Buschvipern terrestrisch in Wäldern und Graswäldern in Gebirgsketten über 1.800 Meter. Bevorzugt werden feuchte Wälder, die Schlange wurde aber auch in Teeplantagen gefunden.

## Lebensweise
Über die Lebensweise der Uzungwe-Viper ist nur sehr wenig bekannt. Ursprünglich wurde eine unterirdische Lebensweise angenommen, wofür die Schlange jedoch keine anatomischen Anpassungen besitzt. Als Nahrungsquelle dienen wahrscheinlich vor allem Schnecken, Regenwürmer und andere weichhäutige Bodentiere. Eventuell jagt sie zudem nach Fröschen.
Die Art ist eierlegend (ovipar). Im Februar 1930 konnten drei Weibchen gefangen werden, die jeweils 10 Eier austrugen, wobei das größte Ei eine Größe von 1,0 × 0,6 cm hatte.

## Systematik und Forschungsgeschichte
Innerhalb der Echten Vipern (Viperinae) wurde die Uzungwe-Viper als einzige Art der Gattung Adenorhinos mit den Buschvipern (Atheris), der Ostafrikanischen Bergotter (Montatheris hindii) als einziger Art der Gattung Montatheris sowie der Sumpfviper (Proatheris superciliaris) als einziger Art der Gattung Proatheris zu einem monophyletischen Taxon Atherini zusammengefasst. Die Uzungwe-Viper ist nach dem DNA-Befund von Lenk et al. 2001 trotz morphologischer Unterschiede allerdings die Schwesterart der Usambara-Buschviper (Atheris ceratophora) innerhalb der Buschvipern. Dementsprechend wird die Uzungwe-Viper inzwischen wieder den Buschvipern zugeordnet und die Gattung Adenorhinos verworfen.

## Gift
Über das Gift der Schlange ist überhaupt nichts bekannt. Weder die Zusammensetzung noch die Wirkung oder Bissunfälle sind bislang dokumentiert. Dies ist wahrscheinlich vor allem auf die sehr seltene Begegnung zwischen Menschen und dieser Schlange zurückzuführen.

### Zitierte Quellen
Die Informationen dieses Artikels entstammen zum größten Teil den unter Literatur angegebenen Quellen, darüber hinaus werden folgende Quellen verwendet und zitiert:
1. ↑  Lenk, P., S. Kalayabina, M. Wink & U. Joger (2001) Evolutionary relationships among the true vipers (Reptilia: Viperidae) inferred from mitochondrial DNA sequences. Molecular Phylogenetics and Evolution 19: 94-104. (Volltext-PDF)
2. ↑  Atheris barbouri In: The Reptile Database

### Weblink
- Atheris barbouri in der Roten Liste gefährdeter Arten der IUCN 2013.2. Eingestellt von: Spawls, S. & Joger, U., 2009. Abgerufen am 6. Januar 2014.